# Fortunio Bonanova
Fortunio Bonanova, właśc. Josep Lluís Moll (ur. 13 stycznia 1895 w Palma de Mallorca, zm. 2 kwietnia 1969 w Los Angeles) – hiszpański śpiewak operowy i aktor.